# Часник переодягнений
Часни́к переодя́гнений, або цибу́ля переодя́гнена (Allium pervestitum) — багаторічна рослина родини цибулевих. Ендемік України, занесений до національної Червоної книги та Червоного списку Міжнародного союзу охорон природи. Перспективна декоративна та харчова культура.

## Опис
Багаторічна трав'яниста рослина заввишки до 55 см, геофіт. Цибулина яйцеподібно-куляста, в молодому віці вкрита темно-пурпуровими лусками, які у дорослих цибулин стають жовтувато-білуватими, тонко-сітчасто-волокнистими, схожими на папір. Стебло 2–5 мм завширшки, кругле, біля самої основи вкрите оболонками цибулини, що продовжуються у піхви листків, які сягають ⅔ довжини стебла. Листків 3–5, вона мають лінійну форму і шорсткі на дотик.
Суцвіття — пучкоподібний або напівкулястий зонтик, вкритий швидко опадаючим покривалом. При основі суцвіття розташовані численні зменшені зеленкуваті тичинкові квітки, а в центрі — двостатеві нормального розміру. Квітконіжки двостатевих квіток майже однакові за розміром (6–15 мм завдовжки). Оцвітина яйцеподібно-дзвоникувата, рожевувато-білувато-жовта, блискуча. Зовнішні листочки оцвітини яйцеподібно-ланцетні, човникоподібноопуклі, кілюваті. Тичинкові нитки майже дорівнюють оцвітині; пиляки підіймаються над нею.
Плід — широко-яйцеподібна коробочка, коротша від оцвітини.

## Поширення
Ареал виду надзвичайно вузький і цілком лежить у межах України. Він складається з двох відокремлених одна від одної частин: західна охоплює Тернопільську й Хмельницьку області, а східна займає терени Північного Приазов'я, включно із узбережжям Сивашу. Західні популяції розташовані у долині Дністра та уздовж його лівих приток, зокрема, на берегах річки Мукша. Їхній стан найбільш незадовільний, у більшості з цих оселищ, вид, ймовірно, вже зник. Стан східних популяцій ретельно не досліджувався, але відомо, що часник переодягнений зростає у Мелітопольскому районі поблизу села Мордвинівка і на солонцях у заплаві річки Молочна.

## Екологія
Рослина морозостійка, світлолюбна, посухостійка (ксерофіт), помірно солевитривала (галофіт). У Поділлі вона знайдена на вапнякових схилах із степовою рослинністю, а в Приазов'ї та Присивашші трапляється на засолених і солонцюватих степових ділянках. Характерно, що в першому випадку часник переодягнений входить до складу фітоценозу класу Festuco-Brometea союзу Astragalo Stipion, а в другому — до складу рослинних угруповань класу FestucoLimonietea союзу Limonio-Festucion.
Розмножується насінням та вегетативно — відокремленням дочірніх цибулинок. Цвітіння відбувається у травні-червні, плоди достигають у липні-серпні.

## Значення і статус виду
Невеликі розміри ареалу, відокремленість його частин, а також наближеність осередків зростання до районів інтенсивного землекористування роблять цей вид дуже вразливим перед дією випадкових чинників. Становище ускладнює те, що східні популяції взагалі не охороняються. Західні осередки, хоча й розташовані на теренах національного природного парку «Подільські Товтри», проте сильно потерпають від порушення заповідного режиму мешканцями розташованого неподалік Кам'янця-Подільського, що, власне, і призвело до їхньої деградації. Жодних дослідів щодо відтворення виду у культурі не проводили, хоча його вирощування, як і більшості видів цибулі, не складне. Із чинних загроз найбільший вплив мають урбанізація, випасання худоби, видобуток вапняку, зміни гідрологічного режиму річок.
Як зникаюча рослина часник переодягнений занесений до Червоної книги України та Червоного списку Міжнародного союзу охорон природи. Рекомендованими заходами збільшення його чисельності є заповідання усіх осередків зростання, нагляд за їхнім станом, вирощування у ботанічних садах.
Як нечисельний вид часник переодягнений господарського значення не має, але в перспективі може бути використаний як декоративна та харчова культура.

## Таксономія
Перший науковий опис виду складений у 1950 році українським ботаніком Михайлом Клоковим. За відомостями сайту «The Plant List» жодних синонімів для цього таксона поки що не існує, втім, Червона книга України наводить для нього єдиний синонім Allium rotundum auct. non L..